# Onde 2000
Onde 2000 è stata una squadra spagnola di motociclismo sportivo, gestita dall'ex pilota Ángel Nieto Jr, che ha debuttato nella classe 125 del motomondiale nel 2008 con i piloti Pablo Nieto, fratello del team principal, e Raffaele De Rosa, equipaggiati di una KTM 125 FRR.
Nel 2009 passa a correre in MotoGP, sotto il nome di Grupo Francisco Hernando, con Sete Gibernau alla guida di una Ducati Desmosedici. Il team però si ritira dopo il Gran Premio degli Stati Uniti d'America per difficoltà finanziarie.

## Risultati del team in MotoGP
Diversamente dalla classifica costruttori, i punti e il risultato finale sono la somma dei punti ottenuti dai piloti della squadra e il risultato finale si riferisce al team, non al costruttore.
| Anno | Moto               | Gomme | Piloti        |    |     |    |    |     |    |    |     |  |  |  |  |  |  |  |  |  |  | Punti | Pos. |
| ---- | ------------------ | ----- | ------------- | -- | --- | -- | -- | --- | -- | -- | --- |  |  |  |  |  |  |  |  |  |  | ----- | ---- |
| 2009 | Ducati Desmosedici | B     | Sete Gibernau | 13 | Rit | 11 | NQ | Inf | 15 | 13 | Rit |  |  |  |  |  |  |  |  |  |  | 12    | 11º  |

| Legenda | 1º posto        | 2º posto            | 3º posto            | A punti      | Senza punti        | Grassetto – Pole position Corsivo – Giro più veloce |
| Legenda | Gara non valida | Non qual./Non part. | Ritirato/Non class. | Squalificato | '-' Dato non disp. | Grassetto – Pole position Corsivo – Giro più veloce |